# Sedin Karavdić
Sedin Karavdić (Visoko, 4 gennaio 1995) è un cestista sloveno di origine bosgnacca.

## Carriera
Nella stagione 2014-2015 dal Košarkarski klub Grosuplje si è trasferito all'Orlandina Basket. per poi rientrare in Slovenia nella stagione successiva al Splošna plovba Portorož.

## Statistiche

### Presenze e punti nei club
Dati aggiornati al 30 giugno 2015
| Stagione        | Squadra                    | Competizione | Partite | Partite | Partite | Statistiche tiro | Statistiche tiro | Statistiche tiro | Altre statistiche | Altre statistiche | Altre statistiche | Altre statistiche | Altre statistiche |
| Stagione        | Squadra                    | Competizione | Pres.   | Titol.  | Minuti  | Tiri da 2        | Tiri da 3        | Liberi           | Rimb.             | Assist            | Rubate            | Stopp.            | Punti             |
| --------------- | -------------------------- | ------------ | ------- | ------- | ------- | ---------------- | ---------------- | ---------------- | ----------------- | ----------------- | ----------------- | ----------------- | ----------------- |
| 2013-2014       | GA Grosuplje               | 1.A SKL      | 16      | 0       | 99      | 7/17             | 3/9              | 0/1              | 9                 | 2                 | 3                 | 1                 | 23                |
| 2014-2015       | Upea Capo d'Orlando        | Serie A      | 7       | 0       | 31      | 4/7              | 0/1              | 0/0              | 2                 | 1                 | 2                 | 0                 | 8                 |
| 2014-2015       | N. Agatirno Capo d'Orlando | Serie C2     | 16      |         |         |                  |                  |                  |                   |                   |                   |                   | 292               |
| Totale carriera |                            |              |         |         |         |                  |                  |                  |                   |                   |                   |                   |                   |